# علم صالح
عَلَم صالح (زادهٔ ۱۹۷۵) پژوهشگر ایرانی-بریتانیایی و دانشیار دانشگاه ملی استرالیا است. او پیش‌تر استادیار مطالعات خاورمیانه در دانشگاه لنکستر بود.
صالح فلوی آکادمی آموزش عالی است و خصوصاً برای آثارش در حوزهٔ هویت قومی در ایران شناخته شده است.

## کتاب‌ها
- هویت قومی و دولت در ایران (۲۰۱۳) پالگریو مک‌میلان[۵]
- نقاشی ژنرال: قاسم سلیمانی، پروپاگاندای ایران و سیاست‌های شبه نظامیان شیعه (زیر چاپ) انتشارات دانشگاه منچستر